# Петросимония короткая
Петросимония короткая, или раскидистая, или супротиволистная (лат. Petrosimonia brachiata), — вид травянистых растений рода Петросимония (Petrosimonia) семейства Амарантовые (Amaranthaceae).

## Ботаническое описание
Однолетнее травянистое растение. Стебель прямостоячий, от основания супротивно и накрест ветвистый, вместе с листьями и прицветниками более или менее густо усаженный короткими (¼—⅓ мм длиной) и гладкими, прилегающими, двуконечными волосками, впоследствии почти голый, в верхних частях — в узлах—ломкий, 30—45 см высотой; нижние ветви длинные, при основании восходящие, а затем косо вверх направленные. Листья супротивные, линейные, мясистые, сверху плосковатые, а снизу острокилевидные, на верхушке коротко-заострённые, при основании расширенные и полустеблеобъемлющие, по краям узко-перепончатые и ресничатые, 1,5—3 см длиной и 1—2 мм шириной; прицветные листья более короткие, сильнее отклонённые и несколько изогнутые.
Цветки сидят в пазухах листьев на укороченных веточках пучками; прицветники (около 4 мм длиной) короче прицветных листьев и немного длиннее или почти равны околоцветнику, яйцевидные, по краям широко плёнчатые, вдоль сложенные и оттого лодочковидные, на спинке тупокилевидные, с изогнутой почти под прямым углом шиловидной, прижато-волосистой верхушкой. Околоцветник до основания 5-раздельный; листочки его 3—4,5 мм длиной, плёнчатые, на самой верхушке немного волосистые; из них 3 наружные более широкие (1—1,5 мм шириной), по отцветании становятся в своей нижней трети более толстыми и хрящеватыми; эта нижняя часть имеет тогда широкообратнояйцевидную или почти округлую форму и отделяется от остальной более длинной, почти ланцетовидной верхней части неглубокой поперечной морщинкой. Тычинок 5 (реже 3—4), у вполне распустившихся цветков с нитями (до 5 мм длиной) немного превышающими околоцветник. Пыльники их продолговатые (2 мм), с расходящимися в нижней части гнёздами, на верхушке с маленькими плёнчатыми, 2—3-зубчатыми, яйцевидно-ланцетовидными придатками. Столбик при основании несколько утолщённый.

## Распространение и экология
Южная (восток) и Восточная Европа (юг), Кавказ, Западная Сибирь (юг), Западная и Средняя Азия. Обитает на солончаках, солонцах и бэровских буграх.

## Синонимы
- Anabasis conjugata Hoffm. (1808)
- Halimocnemis brachiata (Pall.) C.A.Mey. (1829)
- Halimocnemis hohenackeri C.Presl (1845)
- Polycnemum brachiatum Pall. (1806)basionym
- Polycnemum conjugatum M.Bieb. ex Ledeb. (1851)
- Polycnemum oppositifolium Roem. & Schult. (1817), nom. illeg.